# La dama de oro
La dama de oro (título original: Woman in Gold) es una película dramática británica del año 2015, dirigida por Simon Curtis, con guion de Alexi Kaye Campbell. Está protagonizada por Helen Mirren, Ryan Reynolds, Daniel Brühl, Katie Holmes, Tatiana Maslany, Max Irons, Charles Dance, Elizabeth McGovern y Jonathan Pryce.

## Sinopsis
La película está basada en la historia real de Maria Altmann, una anciana austríaca de origen judío refugiada que vive en Cheviot Hills, Los Ángeles, que junto con un joven abogado, Randy Schoenberg, lucharon contra el gobierno de Austria durante casi una década para reclamar el icónico retrato de su tía Adele Bloch-Bauer, pintado por Gustav Klimt, robado a sus familiares por el régimen nazi en Viena antes de la Segunda Guerra Mundial, en el periodo conocido como Anschluss. Altmann llevó la batalla legal hasta la Corte Suprema de los Estados Unidos, que se pronunció en el caso de la República de Austria vs. Altmann (2004).

## Reparto
| Personaje                 | Actor               | Descripción                           |
| ------------------------- | ------------------- | ------------------------------------- |
| Maria Altmann             | Helen Mirren        |                                       |
| Joven María Altmann       | Tatiana Maslany     |                                       |
| Randol (Randy) Schoenberg | Ryan Reynolds       |                                       |
| Hubertus Czernin          | Daniel Brühl        |                                       |
| Pam Schoenberg            | Katie Holmes        |                                       |
| Fredrick "Fritz" Altmann  | Max Irons           |                                       |
| Sherman                   | Charles Dance       |                                       |
| Florence-Marie Cooper     | Elizabeth McGovern  | Juez                                  |
| William Rehnquist         | Jonathan Pryce      | Juez Presidente de la Corte Suprema   |
| Gustav Klimt              | Moritz Bleibtreu    | Autor de las pinturas                 |
| Adele Bloch-Bauer         | Antje Traue         |                                       |
| Mrs. Schoenberg           | Frances Fisher      | Madre de Randol                       |
| Heinrich                  | Tom Schilling       |                                       |
| Junior Official           | Anthony Howell      |                                       |
| Gustav                    | Allan Corduner      |                                       |
| Ferdinand                 | Henry Goodman       |                                       |
| Elisabeth Gehrer          | Olivia Silhavy      |                                       |
| Toman                     | Justus von Dohnanyi | Representante de la Galería Belvedere |
| Reportero de la corte     | Richard Reid        |                                       |
| Wran                      | Ludger Pistor       |                                       |
| Clarence                  | Joseph Mydell       | Juez                                  |
| Bergen                    | Stephen Greif       |                                       |

## Banda sonora
| Canción               | Intérprete             | Notas |
| --------------------- | ---------------------- | ----- |
| It                    | Guarro                 | [ 2 ] |
| O Mary Don't You Weep | Deron Johnson          |       |
| Sherele Dance         | Roman Grinberg Quartet |       |